# Milton (Iowa)
Milton és una població dels Estats Units a l'estat d'Iowa. Segons el cens del 2000 tenia 550 habitants.

## Demografia
Segons el cens del 2000, Milton tenia 550 habitants, 216 habitatges, i 149 famílies. La densitat de població era de 84,9 habitants/km².
Dels 216 habitatges en un 29,6% hi vivien nens de menys de 18 anys, en un 58,3% hi vivien parelles casades, en un 7,9% dones solteres, i en un 30,6% no eren unitats familiars. En el 26,4% dels habitatges hi vivien persones soles el 17,6% de les quals corresponia a persones de 65 anys o més que vivien soles. El nombre mitjà de persones vivint en cada habitatge era de 2,55 i el nombre mitjà de persones que vivien en cada família era de 3,06.
Per edats la població es repartia de la següent manera: un 28,5% tenia menys de 18 anys, un 8,9% entre 18 i 24, un 22,7% entre 25 i 44, un 17,6% de 45 a 60 i un 22,2% 65 anys o més.
L'edat mediana era de 38 anys. Per cada 100 dones de 18 o més anys hi havia 104,7 homes.
La renda mediana per habitatge era de 25.938 $ i la renda mediana per família de 32.708 $. Els homes tenien una renda mediana de 25.735 $ mentre que les dones 16.786 $. La renda per capita de la població era de 12.696 $. Entorn del 8% de les famílies i el 12% de la població estaven per davall del llindar de pobresa.

## Poblacions més properes
El següent diagrama mostra les poblacions més properes.